# Merluccius merluccius
Il nasello europeo (o nasello comune), è un pesce d'acqua salata appartenente alla famiglia Merlucciidae. Commercialmente può assumere il nome di nasello o merluzzo.

## Distribuzione e habitat
Questa specie si trova nel mar Mediterraneo, nel sud del mar Nero e nell'Oceano Atlantico orientale tra l'Islanda e la Mauritania.
Predilige i fondali di tipo sabbioso o melmoso a profondità comprese tra i 30 ed i 370 metri. I giovani tendono ad essere più costieri e gli adulti possono essere rinvenuti fino a 1000 metri.

## Descrizione

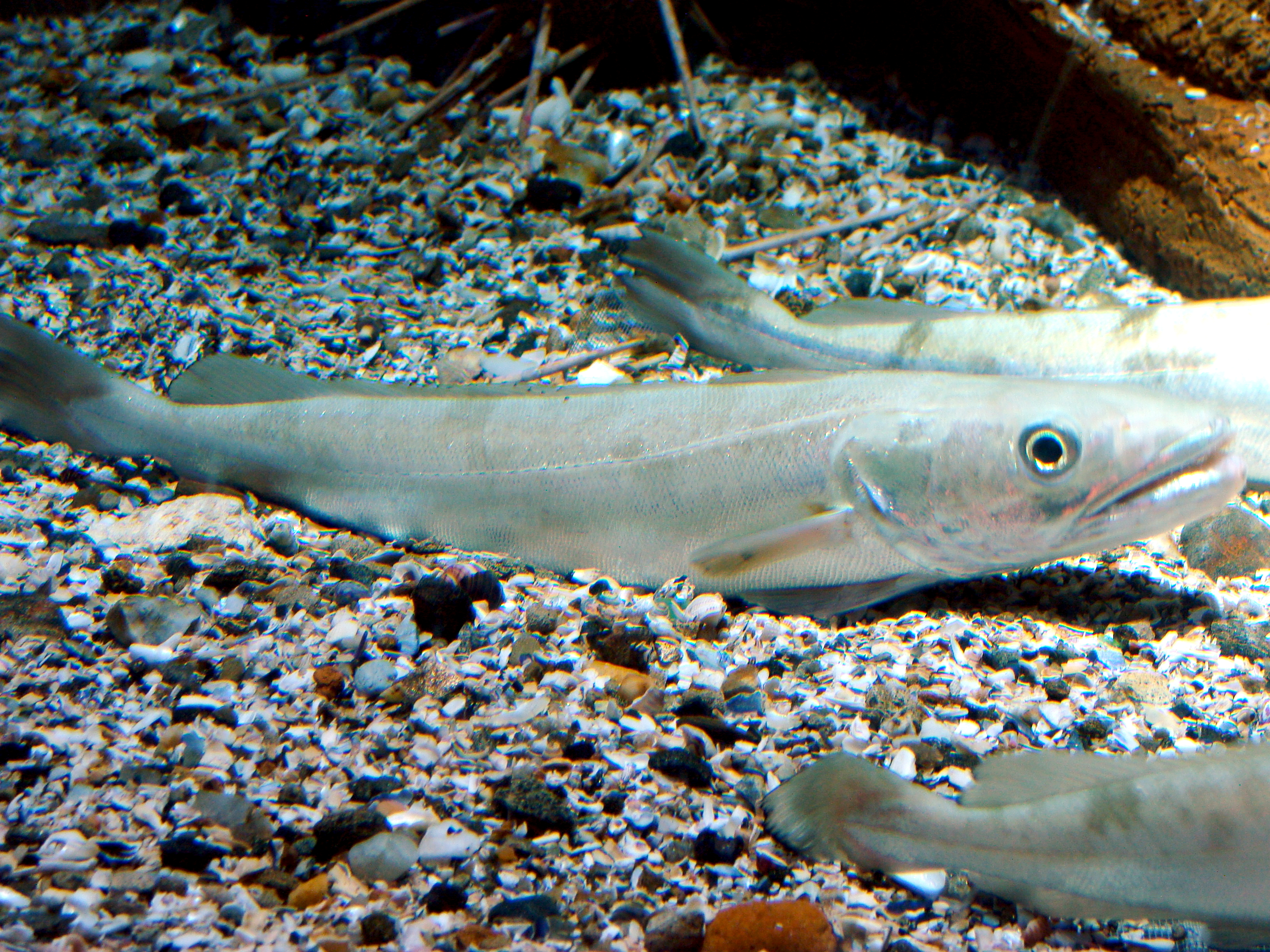
Individuo in acquario

Si presenta con un corpo allungato e slanciato, i denti prominenti sono distribuiti sulle due mascelle: quella inferiore è più lunga di quella superiore. La bocca, profondamente incisa e rettilinea, armata di forti denti, ricorda quella del luccio.
Le pinne dorsali sono due, la prima alta e stretta, la seconda allungata, con una profonda intaccatura centrale. La pinna anale è simmetrica alla seconda dorsale, e ha la stessa forma.

Il dorso è di tonalità grigio-nerastra, così come l'interno della bocca e le branchie mentre i fianchi hanno un colore più argenteo.

Può raggiungere grosse dimensioni: 140 cm di lunghezza per un peso di 15 kg.

## Alimentazione
Le forme giovanili si nutrono prevalentemente di crostacei, mentre all'avvicinarsi dell'età adulta sembrano cambiare dieta rivolgendosi dapprima a pesci di taglia piccola, per dedicarsi infine esclusivamente a cefalopodi e pesci di una certa dimensione nell'età adulta. Gli adulti sono cannibali e predano spesso giovani della loro specie.

## Riproduzione
Si riproduce in inverno fino all'inizio della primavera.

## Biologia
Predatore notturno, di giorno passa il tempo sul fondo.

## Pesca
È una specie di grandissima importanza per le marinerie mediterranee ed europee. Viene pescato sia con reti a strascico che con palamiti. Le carni sono delicate e molto digeribili, consumate spesso lesse. Prima che l'Unione Europea ne vietasse la cattura, i piccoli esemplari erano impiegati per la caratteristica frittura di paranza.

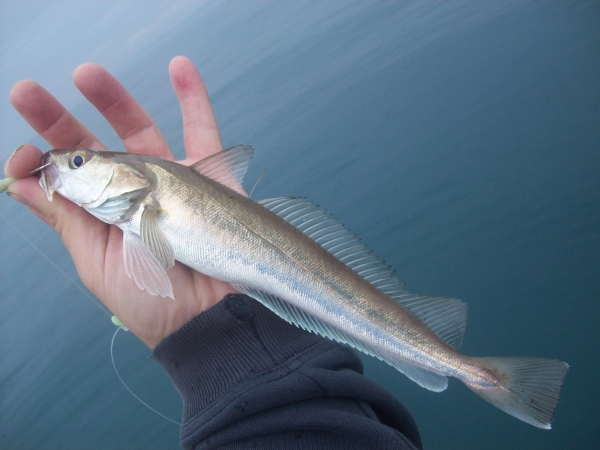
Individuo appena pescato

## Etimologia
Il nome nasce nel termine medievale Maris Lucius, "luccio di mare", per la sua somiglianza con il luccio.